# NGC 2049
NGC 2049 ist eine Spiralgalaxie vom Hubble-Typ Sa im Sternbild Taube am Südsternhimmel. Sie ist schätzungsweise 126 Millionen Lichtjahre von der Milchstraße entfernt und hat einen Durchmesser von etwa 80.000 Lj. Die Entfernungsmessungen basierend auf den Radialgeschwindigkeiten stimmen nicht mit den rotverschiebungsunabhängigen Entfernungsschätzungen von 217 ± 13 Millionen Lichtjahren überein.
Das Objekt wurde am 28. Januar 1835 von John Herschel entdeckt.